# 烟酰氯
烟酰氯，也称3-吡啶甲酰氯，是一种有机化合物，化学式为C6H4ClNO。

## 合成
烟酰氯可由烟酸钾和草酰氯在无水苯中反应得到。氯化亚砜也可用作酰氯化试剂进行反应，其它可用溶剂有四氯化碳、二氯甲烷等，N,N-二甲基甲酰胺可用作反应的催化剂。

## 性质
烟酰氯在潮湿空气中水解，生成烟酰氯盐酸盐。它和醇反应生成酯，如和无水乙醇反应，生成烟酸乙酯；和胺反应生成酰胺，如和4-甲基苯胺在二氯甲烷中反应，生成(4-甲基苯基)-3-烟酰胺。它和肼反应，可以生成烟酰肼或N,N'-二烟酰肼。
在三氯化铝的存在下，烟酰氯也能和苯反应，生成3-苯甲酰基吡啶。